# Pierre-Simon Laplace
Pierre-Simon Laplace (francés: /pjɛʁ simõ laplas/; Beaumont-en-Auge, Normandía, Francia, 23 de marzo de 1749-París, 5 de marzo de 1827) fue un astrónomo, físico, matemático y filósofo francés. Continuador de la mecánica newtoniana, hizo un gran aporte para el posterior descubrimiento de la transformada de Laplace, y descubrió la ecuación de Laplace; como estadístico sentó las bases de la teoría analítica de la probabilidad; y como astrónomo planteó la teoría nebular sobre la formación del sistema solar. Compartió la doctrina filosófica del determinismo científico.

## Biografía
Nacido en una humilde familia de granjeros de la baja Normandía, se marchó a estudiar a la Universidad de Caen, donde fue recomendado a D'Alembert, quien, impresionado por su habilidad matemática, lo recomendó a su vez para un puesto de profesor en la Escuela Militar de París en 1767, en la que tuvo entre sus discípulos a Napoleón Bonaparte. En 1785 fue nombrado miembro de la Academia de Ciencias y en 1795, miembro de la cátedra de matemáticas del Nuevo Instituto de las Ciencias y las Artes, que presidió en 1812. En 1788 se casó con la joven Marie-Charlotte de Courty de Romanges, perteneciente a una familia de Besançon, 20 años más joven que él, y con quien tuvo dos hijos, Sophie-Suzanne y Charles-Émile, nacido en 1789 y que alcanzó el grado de general. En 1795, Laplace empezó a publicar el primero de los cinco volúmenes que constituyeron su Mecánica celeste y en 1796 imprimió Exposition du système du monde, donde reveló su hipótesis nebular sobre la formación del sistema solar.
En 1795 fue uno de los diez miembros originales del comité fundador del Bureau des Longitudes, y en 1799 fue nombrado ministro del Interior durante el Consulado, aunque no estuvo en el cargo más que seis semanas. Su antiguo alumno Napoleón Bonaparte le confirió en 1805 la Legión de honor y en 1806 el título de conde del Imperio. En 1812 publicó su Teoría analítica de las probabilidades y en 1814 el Ensayo filosófico sobre la probabilidad. En 1816 fue elegido miembro de la Academia Francesa. A pesar de su pasado bonapartista, tras la restauración de los Borbones fue lo bastante hábil como para conseguir ser nombrado marqués en 1817.
También es destacable su intervención entre 1806 y 1822 como uno de los principales promotores y animadores (junto con el químico Berthollet) de la Sociedad de Arcueil, un influyente círculo interdisciplinar de científicos que tuvo una considerable influencia en el posterior florecimiento de la ciencia aplicada en la Francia del siglo XIX.
En la Exposition du système du monde (Exposición del sistema del mundo, 1796) describió una teoría sobre la formación del Sol y del sistema solar a partir de una nebulosa o remolino de polvo y gas. Esta hipótesis nebular, la cual ya había sido perfilada anteriormente por Inmanuel Kant, con mucho mayor detalle y múltiples refinamientos, permanece en nuestros días como el fundamento básico de toda la teoría de la formación estelar. Por otra parte, demostró también la estabilidad del sistema solar, sentó las bases científicas de la teoría matemática de probabilidades (en su obra Théorie analytique des probabilités, donde, entre otros logros, formuló el método de los mínimos cuadrados, que es fundamental para la teoría de errores) y formuló de manera muy firme e influyente la imagen de un mundo completamente determinista.
Atento a los descubrimientos de nebulosas realizados por William Herschel en Inglaterra, Laplace pensó que el colapso gravitatorio de una nebulosa podría haber dado origen a la formación del Sol y que el material orbitando en torno al Sol podría condensarse para formar una familia de planetas. Esta teoría explicaba de manera natural que todos los planetas orbiten en torno al Sol en el mismo sentido (de oeste a este) y que sus órbitas estén en un mismo plano. Herschel concordó con esta idea y la generalizó para explicar la formación y evolución de todas las estrellas y sistemas estelares.
Es recordado como uno de los máximos científicos de todos los tiempos, a veces referido como el Newton de Francia, con unas fenomenales facultades matemáticas no poseídas por ninguno de sus contemporáneos.
Su obra más importante, Traité de mécanique céleste (Tratado de mecánica celeste, 1799-1825, 5 vols.), es un compendio de toda la astronomía de su época, enfocada de modo totalmente analítico, y donde perfeccionaba el modelo de Newton, que tenía algunos fenómenos pendientes de explicar, en particular algunos movimientos anómalos que seguían sin solución: Júpiter estaba sometido a una aceleración aparente, mientras que Saturno parecía frenarse poco a poco y la Luna también mostraba un movimiento acelerado. Si estos movimientos continuaban indefinidamente, Saturno caería sobre el Sol, Júpiter se escaparía del sistema solar y la Luna caería sobre la Tierra. Con tan solo 23 años de edad, Laplace demostró que la aceleración de Júpiter y el frenado de Saturno eran movimientos periódicos. Los larguísimos períodos (en torno a mil años) habían hecho creer hasta entonces que estas variaciones eran continuas e indefinidas ('seculares'); en 1785 demostró que tales anomalías se debían a la posición relativa de Júpiter y Saturno respecto del Sol. Todo ello necesitó una cantidad enorme de cálculos muy detallados. En 1787 Laplace demostró que el movimiento anómalo de la Luna también era oscilatorio y que estaba ocasionado por pequeños efectos (de 'segundo orden') en el sistema triple Sol-Tierra-Luna. Las variaciones eran periódicas y, por tanto, el sistema solar debía ser estable y autorregulado. Todas estas ideas se recogieron en su obra Exposition du système du monde publicada en 1796.
Laplace creó una curiosa fórmula para expresar la probabilidad de que el Sol saliera por el horizonte. Decía que la probabilidad era de {\displaystyle (d+1)/(d+2)}, donde d es el número de días que el sol ha salido en el pasado. Laplace afirmaba que esta fórmula, conocida como la regla de sucesión, podía aplicarse en todos los casos donde no sabemos algo, o donde lo que conocíamos fue cambiado por lo que no. Aún se usa como un estimador de la probabilidad de un evento, si sabemos el lugar del evento, pero solo tenemos muy pocas muestras de él.
Laplace creía fuertemente en el determinismo causal, tal como puede apreciarse en la siguiente cita:

Nous devons donc envisager l’état présent de l’univers, comme l’effet de son état antérieur, et comme la cause de celui qui va suivre. Une intelligence qui, pour un instant donné, connaîtrait toutes les forces dont la nature est animée, et la situation respective des êtres qui la composent, si d’ailleurs elle était assez vaste pour soumettre ces données à l’analyse, embrasserait dans la même formule les mouvemens des plus grands corps de l’univers et ceux du plus léger atome : rien ne serait incertain pour elle, et l’avenir comme le passé, serait présent à ses yeux.
Podemos mirar el estado presente del universo como el efecto del pasado y la causa de su futuro. Se podría concebir un intelecto que en cualquier momento dado conociera todas las fuerzas que animan la naturaleza y las posiciones de los seres que la componen; si este intelecto fuera lo suficientemente vasto como para someter los datos a análisis, podría condensar en una simple fórmula el movimiento de los grandes cuerpos del universo y del átomo más ligero; para tal intelecto nada podría ser incierto y el futuro, así como el pasado, estarían frente a sus ojos.
Pierre Simon Laplace, Ensayo filosófico sobre las probabilidades, p. 3-4.

Este intelecto se refiere al demonio de Laplace (cf. demonio de Maxwell). Los descubrimientos de la física moderna, especialmente la mecánica cuántica y el principio de incertidumbre, prueban que la existencia de tal intelecto es imposible al menos en principio.

## Modelo de Laplace
Su definición nos dice que:
sea E un experimento cualquiera y S el conjunto finito de sus resultados posibles tal que {\displaystyle S=\{a_{1},..,a_{k}\}},
si suponemos que cada resultado es equiprobable (que ninguno tenga más oportunidades que otro), entonces {\displaystyle P(\{a_{i}\})=p}.
Si queremos que P sea una función de probabilidad tal que {\displaystyle P(S)=1=\sum _{i=1}^{k}P(\{a_{i}\})} entonces {\displaystyle p=1/k}.
Sea A un subconjunto de S tal que {\displaystyle A=\{a_{1},..,a_{r}\}} entonces {\displaystyle P(A)=\sum _{i=1}^{r}p(\{a_{i}\})\ =r*p=r/k=|A|/|S|}

## Transformaciones de Laplace
Aproximadamente en 1744, el matemático suizo Leonhard Euler, seguido del italofrancés Joseph-Louis de Lagrange, empezó a buscar una solución para las ecuaciones diferenciales en forma de:
{\displaystyle z=\int X(x)e^{ax}\,dx}
y
{\displaystyle z=\int X(x)x^{a}\,dx}
En 1785, Laplace dio el paso clave en el uso de integrales en forma de transformaciones de ecuaciones diferenciales, que simplemente era la forma de la solución, y encontró que la ecuación transformada era fácil de resolver, incluso más que la original.

## Otros descubrimientos y logros

### Matemáticas
Entre los demás descubrimientos de Laplace en matemáticas puras y aplicadas se encuentran:
- La discusión, contemporáneamente con Alexandre-Théophile Vandermonde, de la teoría general de los determinantes, (1772);[9]
- La demostración de que todo polinómio de grado impar debe tener al menos una raíz real;[9]
- El Método de Laplace para aproximar integrales
- La solución a  la ecuación en derivadas parciales lineal de segundo orden;[9]
- Fue el primero en considerar los difíciles problemas que plantean las ecuaciones de diferencias mixtas, y en demostrar que la solución de una ecuación en diferencias finitas de primer grado y de segundo orden puede obtenerse siempre en forma de fracción continua;[5][9]
- En su teoría de las probabilidades:
  - El teorema de Moivre-Laplace que aproxima la distribución binomial con una distribución normal
  - La evaluación de varias integrales definidas comunes;[9]
  - La demostración general del teorema de reversión de Lagrange.[9]

### Tensión superficial
Laplace se basó en el trabajo cualitativo de Thomas Young para desarrollar la teoría de la capilaridad y la  ecuación de Young-Laplace o (Ley de Laplace).

### Velocidad del sonido
Laplace, en 1816, fue el primero en señalar que la velocidad del sonido en el aire depende de la coeficiente de dilatación adiabática. La teoría original de Newton daba un valor demasiado bajo, porque no tiene en cuenta el proceso adiabático de compresión del aire que da lugar a un aumento local de la temperatura y la presión. Las investigaciones de Laplace en física práctica se limitaron a las que realizó conjuntamente con Lavoisier en los años 1782 a 1784 sobre el calor específico de diversos cuerpos.

## Frases célebres
Napoleón, refiriéndose a su obra Exposition du système du monde, comentó a Laplace: «Me cuentan que ha escrito usted este gran libro sobre el sistema del universo sin haber mencionado ni una sola vez a su creador», y Laplace contestó: «Sieur, nunca he necesitado esa hipótesis». Con ello aludía al hecho de que Newton tuvo que aludir a la voluntad divina un siglo antes para justificar que su ley de la gravitación universal no fuese capaz de explicar las anomalías de los movimientos de Júpiter y Saturno.[cita requerida] Napoleón le comentó la respuesta al matemático Lagrange, quien exclamó «¡Ah! Dios es una bella hipótesis que explica muchas cosas». Napoleón también le contó esto a Laplace, a lo que este, siendo consecuente con el método científico y con el concepto de predictibilidad del determinismo científico, seguidamente argumentó: «Aunque esa hipótesis pueda explicar todo, no permite predecir nada».
Sin embargo, al respecto de esta célebre anécdota, el filósofo Juan Arana explica la probable ingorancia de Laplace (sin mala voluntad) al respecto de la filosofía de los pensadores subyacentes a la revolución científica de la época en cuestión:

Mencionaré por último la célebre anécdota en que, ya entrado el siglo XIX, Laplace declaró que Dios no era más que “una hipótesis prescindible”. Lo cierto es que conceptualmente no había avanzado un solo ápice de la crítica que el muy cristiano Leibniz hizo a la ingenua teología del también muy cristiano Newton. Previendo que los avances de la mecánica harían innecesarias intervenciones puntuales de la divinidad para dar estabilidad al sistema solar, Leibniz no sacó la consecuencia de que Dios fuera una hipótesis prescindible, sino la de que Dios no hace milagros para cubrir las necesidades de la Naturaleza, sino únicamente las de la Gracia. Esta vez probablemente ni siquiera hubo mala voluntad por parte de Laplace: su cultura filosófica era limitada. Anunciaba con su proceder la era del especialismo. En adelante manipulaciones, engaños y confusiones como las que he mencionado fueron mucho más fáciles de perpetrar.
Juan Arana, Las raíces cristianas de la ciencia.

## Obra
- Exposition du système du monde, Bachelier, París, 1836. Texto en línea (enlace roto disponible en Internet Archive; véase el historial, la primera versión y la última). Reeditado en la colección Corpus des œuvres de philosophie en langue française, Fayard, Paris, 1984. ISBN 2-213-01477-9

Textos técnicos
- Œuvres complètes de Laplace, publicadas bajo los auspicios de la Académie de las Ciencias por MM. los secretarios perpetuos, Gauthier-Villars, París, 14 vols. 1878-1912. Comprende : I-V. Traité de mécanique céleste ; VI. Exposition du système du monde ; VII. 1-2. Théorie analytique des probabilités ; VIII-XII. Mémoires extraits des recueils de l’Académie des sciences de París et de la classe des sciences mathématiques et physiques de l’Institut de France ; XIII-XIV. Mémoires divers. Tables. Texto en línea (enlace roto disponible en Internet Archive; véase el historial, la primera versión y la última).
- Théorie analytique des probabilités, Tomo VII de las obras completas, París, 3.ª ed., 1820. Texto en línea (enlace roto disponible en Internet Archive; véase el historial, la primera versión y la última). Reeditado : Jacques Gabay, 1995 ISBN 2-87647-161-2
- Traité de mécanique céleste (1799-1825, 5 vols.)

## Honores
- Asteroide (4628) Laplace.[11]
- En la luna, un accidente del Mare Imbrium, el Cabo Laplace lleva este nombre en su honor.
- Uno de los setenta y dos sabios con sus nombres grabados en la torre Eiffel
- El título de la European Space Agency para la Europa Jupiter System Mission es Laplace.